# Krajná Bystrá
Krajná Bystrá (bis 1927 slowakisch „Bystrá“ oder „Krajná Bystra“; ungarisch Bátorhegy – bis 1907 Krajnóbisztra) ist eine Gemeinde im Nordosten der Slowakei mit 502 Einwohnern (Stand 31. Dezember 2024), die im Okres Svidník, einem Kreis des Prešovský kraj, liegt und zur traditionellen Landschaft Šariš gezählt wird.

## Geographie

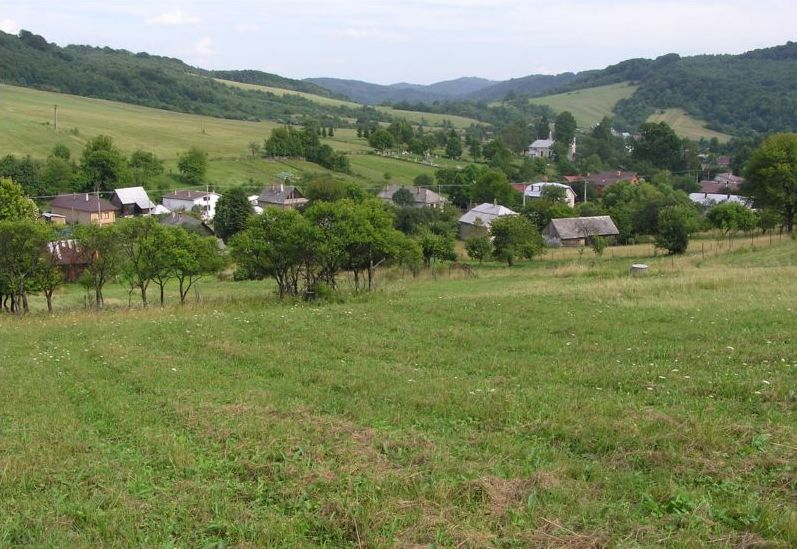
Krajná Bystrá

Die Gemeinde befindet sich im Nordteil der Niederen Beskiden im Ausläufer des Berglands Laborecká vrchovina nahe der Grenze zu Polen und erstreckt sich entlang des Tals des Baches Hluboký potok, einem Zufluss von Ladomírka im Flusssystem Ondava. Das Ortszentrum liegt auf einer Höhe von 374 m n.m. und ist 14 Kilometer von Svidník entfernt.
Nachbargemeinden sind Dukla (PL, Ortschaft Barwinek) im Norden, Vyšný Komárnik im Nordosten, Nižný Komárnik im Osten, Krajná Poľana und Hunkovce im Süden, Korejovce im Westen sowie Medvedie und Krajná Porúbka im Nordwesten.

## Geschichte
Krajná Bystrá als Ort entstand zwischen 1573 und 1598 im Rahmen der Besiedlung des Nordteils des damaligen Komitats Sáros und gehörte zum Herrschaftsgebiet von Makovica. Die erste schriftliche Erwähnung aus dem Jahr 1618 verzeichnet den Ortsnamen als Biztra. Schwierige Lebensverhältnisse veranlassten immer wieder die Bevölkerung zur Flucht oder Auswanderung, wie zum Beispiel im Jahr 1712. 1787 zählte man 39 Häuser und 252 Einwohner, die in der Forstwirtschaft, Viehhaltung sowie als Hersteller von Holzschindeln beschäftigt waren.
Bis 1918 gehörte der im Komitat Sáros liegende Ort zum Königreich Ungarn und kam danach zur Tschechoslowakei beziehungsweise heute Slowakei. Im Zweiten Weltkrieg unterstützte die Bevölkerung antifaschistische Partisanen, deshalb ließ die Wehrmacht im Jahr 1944 die Einwohner umsiedeln und das Dorf in Brand setzen.
Nach 1945 arbeiteten große Teile der Bevölkerung in Industriegebieten in Košice und Svidník sowie als Förster.
Im Jahr 2015 wurde eine Büste für Vasiľ Biľak an einem öffentlichen Platz in dessen Geburtsort Krajná Bystrá angebracht, was für eine nationenweite Kontroverse sorgte.

## Bevölkerung
| Jahr                | 1994 | 2004     | 2014     | 2024     |
| ------------------- | ---- | -------- | -------- | -------- |
| Anzahl der Personen | 301  | 335      | 419      | 502      |
| Unterschied         |      | +11,29 % | +25,07 % | +19,80 % |

| Jahr                | 2023 | 2024    |
| ------------------- | ---- | ------- |
| Anzahl der Personen | 495  | 502     |
| Unterschied         |      | +1,41 % |

Gemäß der Volkszählung 2011 wohnten in Krajná Bystrá 384 Einwohner, davon 209 Slowaken, 132 Russinen, 13 Roma, vier Tschechen und jeweils ein Mährer und Ukrainer. 24 Einwohner machten diesbezüglich keine Angabe. 333 Einwohner bekannten sich zur griechisch-katholischen Kirche, 14 Einwohner zur orthodoxen Kirche, zwölf Einwohner zur römisch-katholischen Kirche und jeweils ein Einwohner zur evangelischen Kirche A. B. sowie zur reformierten Kirche; ein Einwohner bekannte sich zu einer anderen Konfession. Drei Einwohner waren konfessionslos und bei 19 Einwohnern wurde die Konfession nicht ermittelt.

## Sehenswürdigkeiten
- Soldatenfriedhof aus dem Ersten Weltkrieg, in dem 30 österreichisch-ungarische und 34 russische Soldaten bestattet sind

## Söhne und Töchter der Gemeinde
- Vasiľ Biľak (1917–2014), slowakischer Politiker